# Rhetenor
Genre
Rhetenor est un genre d'araignées aranéomorphes de la famille des Salticidae.

## Distribution
Les espèces de ce genre se rencontrent au Brésil et aux États-Unis.

## Liste des espèces
Selon World Spider Catalog (version 18.0, 13/05/2017) :
- Rhetenor diversipes Simon, 1902
- Rhetenor texanus Gertsch, 1936

## Publication originale
- Simon, 1902 : Description d'arachnides nouveaux de la famille des Salticidae (Attidae) (suite). Annales de la Société Entomologique de Belgique, vol. 46, p. 24-56 & 363-406 (texte intégral).